# Carlo van de Weijer
Carlo van de Weijer (1966) is een Nederlandse expert op het gebied van kunstmatige intelligentie en mobiliteit en transport. Hij is directeur van het Eindhoven Artificial Intelligence Systems Institute (EAISI) aan de Technische Universiteit Eindhoven (TU/e). Daarnaast heeft hij diverse bestuursfuncties in vooral de automotive branche en geeft hij regelmatig zijn mening in de landelijke pers.

## Carrière

### Van ingenieur tot directeur
Van de Weijer studeerde van 1984 tot 1990 werktuigbouwkunde aan de TU Eindhoven. Na zijn studie mocht de ingenieur bij TNO Automotive in Delft een onderzoeksprogramma voor Hybride en Elektrische aandrijving opzetten. Hij begon solo en kon na een paar maanden de eerste stagiairs en daarna junioren aannemen. TNO werkte veel samen met de Technische Universiteit Graz waar Van de Weijer in 1997 promoveerde. Hierna kreeg hij de leiding over de TNO-afdeling Verbrandingsmotoren met tachtig personeelsleden.
Vanaf 2001 gaf Van de Weijer bij Siemens VDO in Eindhoven leiding aan een afdeling Onderzoek en Ontwikkeling die werkte aan navigatiesystemen. Daar was hij verantwoordelijk voor 240 personeelsleden, waarvan de helft was ingehuurd. In juni 2007 werd de afdeling inclusief honderd vaste personeelsleden overgenomen door TomTom. Hierna bleef Van de Weijer leiding geven in Eindhoven en werd hij vice-president Traffic Solutions van TomTom.
Van de Weijer werd ook bestuurslid van onder meer AutomotiveNL, Connekt/ITS Nederland, de High Tech Automotive Campus in Helmond en het innovatieprogramma High Tech Automotive Systems. Vanaf maart 2011 werd hij daarnaast kwartiermaker en vervolgens directeur van het strategische onderzoeksgebied Smart Mobility van de TU Eindhoven. Hij bleef een dag in de week werken bij TomTom, en werkte drie dagen bij de TU aan onderzoek naar vernieuwende vormen van mobiliteit.

### Europees instituut rond stedelijke mobiliteit
Internationaal werkt de TU Eindhoven samen met de technische universiteiten van Denemarken, Lausanne, en München onder de noemer EuroTech Universities Alliance. In 2015 was Van de Weijer een van de initiatienemers van Mobilus: Mobility for Liveable Urban Spaces. Dit is een internationale gemeenschap van universiteiten, onderzoeksorganisaties, steden en bedrijven, die werkt aan duurzame en schaalbare mobiliteitsoplossingen die de stedelijke ruimte leefbaarder maken. De oplossingen worden niet alleen gezocht in de techniek, maar ook in beleidskeuzes en de participatie van stedelingen.
In 2018 was Van de Weijer voorzitter van de Mobilus adviesraad. Mobilus kreeg toen de status van European Institute of Innovation & Technology Urban Mobility, waarbij een EU-subsidie hoorde van € 400 miljoen verdeeld over zeven jaar (2019-2026). Helmond werd een van de innovatiehubs, waarin samengewerkt wordt door de bedrijven Altran (nu: Capgemini), Colruyt, Tractebel, Achmea, Oracle, TASS International (nu:Siemens AG), de steden Amsterdam, Eindhoven en Helmond, de onderzoeksinstituten van AMS (TUD/WUR/MIT) en TomTom, en verder het University College London en de TUE.

### Kunstmatige intelligentie
Van de Weijer is momenteel de algemeen directeur van het Eindhoven AI Systems Institute (EAISI) aan de Technische Universiteit Eindhoven. Hij is fellow aan de in Silicon Valley gevestigde Singularity University en bij het Deloitte Center for the Edge. Hij is de huidige voorzitter van de Brainport Eindhoven AI-Hub.

## In de media
Van de Weijer is een frequente gast op de Nederlandse radio en televisie. Hij verscheen in programma's zoals BNR Mobility, de Universiteit van Nederland, De Jortcast met Jort Kelder en Tegenlicht. Daarnaast was hij om beurten met Maarten Steinbuch, columnist voor het Nederlandse Financieele Dagblad. Hun columns zijn gebundeld in de boeken Vooruit: de toekomst van mobiliteit en Verder Vooruit.